# Alluaudina
Genre
Alluaudina est un genre de serpents de la famille des Lamprophiidae.

## Répartition
Les deux espèces de ce genre sont endémiques de Madagascar.

## Liste d'espèces
Selon The Reptile Database (20 déc. 2011) :
- Alluaudina bellyi Mocquard, 1894
- Alluaudina mocquardi Angel, 1939

## Étymologie
Ce genre est nommé en l'honneur de Charles Alluaud qui a trouve avec Belly le premier spécimen de Alluaudina bellyi.

## Publication originale
- Mocquard, 1894 : Reptiles nouveaux ou insuffisamment connus de Madagascar. Compte-Rendu Sommaire des Séances de la Société philomathique de Paris, sér. 8, vol. 6, no 17, p. 1-10 (texte intégral).